# Jacques Le Ber
 (juin 2021).
Si vous disposez d'ouvrages ou d'articles de référence ou si vous connaissez des sites web de qualité traitant du thème abordé ici, merci de compléter l'article en donnant les références utiles à sa vérifiabilité et en les liant à la section « Notes et références ».
Pour les articles homonymes, voir Le Ber.
Jacques Le Ber (vers 1633 - 25 novembre 1706) était un marchand et un seigneur à Montréal à l'époque de la Nouvelle-France.

## Biographie
Jacques Le Ber est né vers 1633 dans la paroisse de Pistres, diocèse de Rouen, fils de Robert Le Ber et Colette Cavelier. Il partit de France pour le Canada en 1657 comme soldat mais devint surtout un homme d'affaires après son arrivée. Le 7 janvier 1658, il se maria avec Jeanne Le Moyne, la sœur de Charles Le Moyne et ils devinrent associés dans la traite des fourrures et leur entreprise fut florissante.

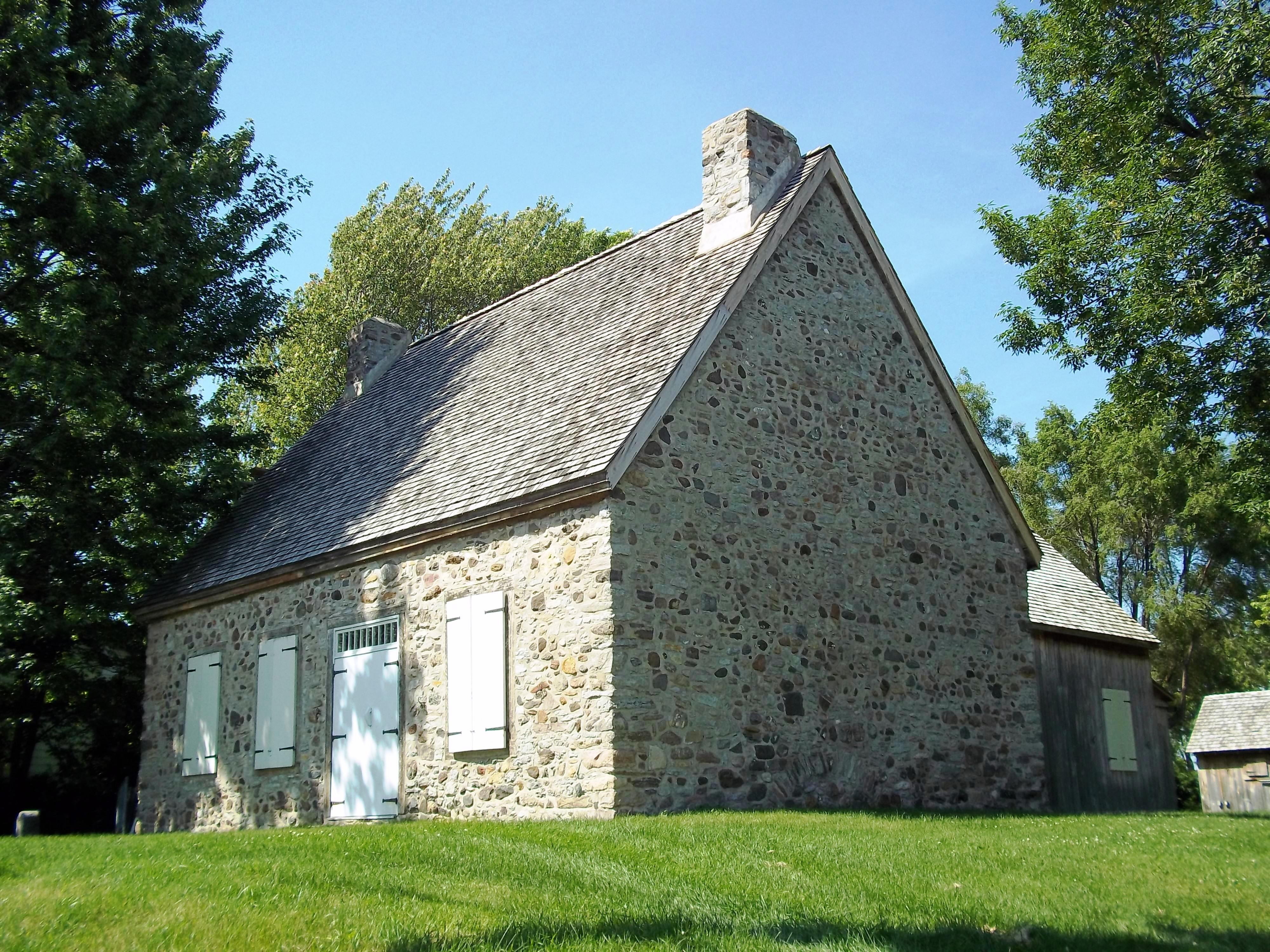
Située en amont des rapides de Lachine face au Lac Saint-Louis, la maison LeBer-LeMoyne, construite en 1669, servait de magasin à fourrures pour les commerçants Jacques Le Ber et Charles Le Moyne

La fortune de Le Ber fit de lui une des personnalités les plus influentes de son temps. Par exemple, le gouverneur Frontenac demanda son avis sur l'importante question du commerce et du bien-être de la colonie. Jacques Le Ber fut anobli en 1696. 
En 1686, il construit un moulin en pierre sur l'île de Montréal près de la rivière des Outaouais pour offrir aux habitants de l'endroit un refuge en cas d'attaque par les Iroquois. Le site devient le Fort Senneville. En 1693, il prend part à une expédition militaire de 300 Canadiens, 100 soldats, et 230 Indiens qui attaquent les Mohawks dans leur propre territoire. En 1694, il accueille dans son foyer la captive américaine Lydia Longley.

## Famille
Le Ber vint au Canada en 1657 et prit résidence à Montréal. Un frère, François, s'y établit également au même moment, et une sœur, Marie, devenue une Ursuline à Québec. La femme de Le Ber décéda le 8 novembre 1682, et deux fils sont également décédés avant lui: Louis, Sieur de Saint-Paul, qui mourut au début des années 1690 à La Rochelle où il avait agi comme agent d'affaire pour son père, et Jean-Vincent, Sieur Du Chesne, atteint mortellement pendant une bataille avec les Anglais et les Iroquois près de Fort Chambly en 1691. Trois enfants survécurent à leur père: Jeanne Le Ber, Pierre Le Ber, et Jacques, Sieur de Senneville. 
Sa fille, Jeanne Le Ber, utilisa son héritage pour poursuivre l'œuvre de l'Église catholique à Montréal. Le Ber fut inhumé à l'église des sœurs de la Congrégation de Notre-Dame de Montréal, l'endroit où sa fille recluse vivait et qu'elle avait contribué à fonder.